# Пајсије Јерусалимски
Патријарх Пајсије (Πατριαρχης Παισιος; у. 1660, острво Кастелоризо) је био епископ Јерусалимске православне цркве, патријарх јерусалимски и целе Палестине (1645-1660).

## Биографија
Родом са Пелопонеза. Пајсије је био ђакон патријарха Софронија IV, игумана метохије Светог Гроба у Јашију.
После смрти патријарха Теофана III, 1645. године изабран је за његовог наследника. После избора, затражио је ратификацију својих патријархалних права од султана Ибрахима и стигао у Јерусалим, где је примљен са великим почастима. Одмах је успео да добије декрет, којим је Јерусалимској патријаршији још једном осигурао право поседовања светих места Палестине.
У почетку се бавио питањем Синаја, посетио Влашку и Русију.
Патријарх Никон је писао да је модел у Русију донео јерусалимски патријарх Пајсије 1649. године. Она је за Никона постала један од узора за скоро буквално копирање Храма Светог Гроба на руском тлу. Познато је да су такви модели направљени у Јерусалиму и расути по целом хришћанском свету.
У Москву је стигао у јануару 1649. по милости за изградњу храма Гроба Господњег. Он је указао цару Алексеју Михајловичу и московском патријарху Јосифу на неслагање у обредима Московске Цркве са Цариградском патријаршијом. Он је 11. марта 1649. године уздигао архимандрита Никона (Минина) у чин митрополита, касније патријарха. У пратњи Арсенија Суханова, напустио је Москву 10. јуна 1649. и стигао у Јаши у августу исте године.
Неколико година је живео у Влашкој, не желећи да се враћа у Јерусалим, све док Партеније II није остао на цариградском престолу, са којим је био у непријатељству. У Трговишту је 1650. године, заједно са другим грчким јерарсима, учествовао у расправи о вери и обредима са Сухановим, и осудио паљење московских штампарских књига од стране атонских монаха. 
Умро је 1660. године на острву Кастелоризо.